# Skatteret
Skatteret er den juridiske disciplin, der vedrører regulering af beskatning og afgifter. Emner som påligning og opgørelse hører også til skatteret. Hertil kommer indkrævning af skatter og afgifter. Skatteret omfatter såvel beskatning af fysiske personer som beskatning af selskaber.
Skatterettens vigtigste retskilder er love, jf. Grundloven § 43. Dog kan en offentlig myndighed i visse tilfælde opkræve gebyr uden, at der er lovhjemmel.
Til de relevante love inden for skatteret hører bl.a.:
afskrivningsloven, aktieavancebeskatningsloven, aktiesparekontoloven, arbejdsmarkedsbidragsloven, boafgiftsloven, dødsboskatteloven, ejendomsavancebeskatningsloven, ejendomsvurderingsloven, ejendomsværdiskatteloven, lov om indskud på etableringskonto og iværksætterkonto, fondsbeskatningsloven, fusionsskatteloven, gældsinddrivelsesloven, investorfradragslov, konkursskatteloven, kursgevinstloven, ligningsloven, lønsumsafgiftsloven, momsloven, opkrævningsloven, pensionsafkastbeskatningsloven, personskatteloven, selskabsskatteloven, skatteforvaltningsloven, skatteindberetningsloven, skattekontrolloven og statsskatteloven.